# Andy Burgin
Andrew Burgin (Sheffield, 6 marzo 1947) è un ex calciatore inglese, di ruolo difensore.

## Carriera
Burgin si forma nel Sheffield Weds, club nel quale esordì nel gennaio 1965 e, nell'unica stagione di militanza con i Weds ottenne l'ottavo posto nella First Division 1964-1965. Nella sua intera militanza con i Weds ha giocato un incontro di campionato e due di FA Cup.
Nel 1968 passa ai cadetti del Rotherham Utd, con cui retrocede in cadetteria al termine della Second Division 1967-1968.
Nel 1968 viene ingaggiato dagli statunitensi del Detroit Cougars, per disputare la prima edizione della North American Soccer League. Con il club di Detroit ottiene il quarto ed ultimo posto della Lakes Division.
Ritornato in patria, passa all'Halifax Town con cui, grazie al secondo posto ottenuto nella Fourth Division 1968-1969, ottiene la promozione in terza serie. Con gli Shaymen gioca nella terza serie inglese sino al 1974.
Nella Third Division 1974-1975 passa al Blackburn, con cui vince il campionato ed ottiene la promozione in cadetteria. Con i Rovers giocò ancora una stagione nella Second Division, ottenendo il quindicesimo posto finale.